# Trondheimsfjord

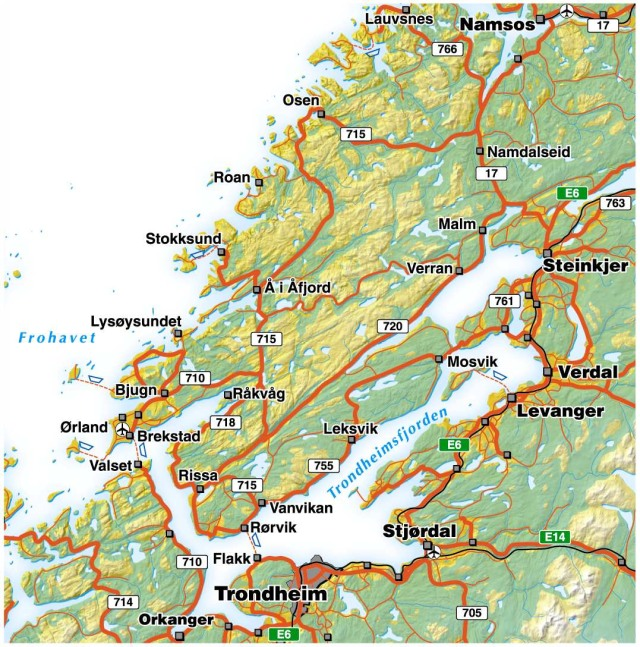
Mapa fjordu

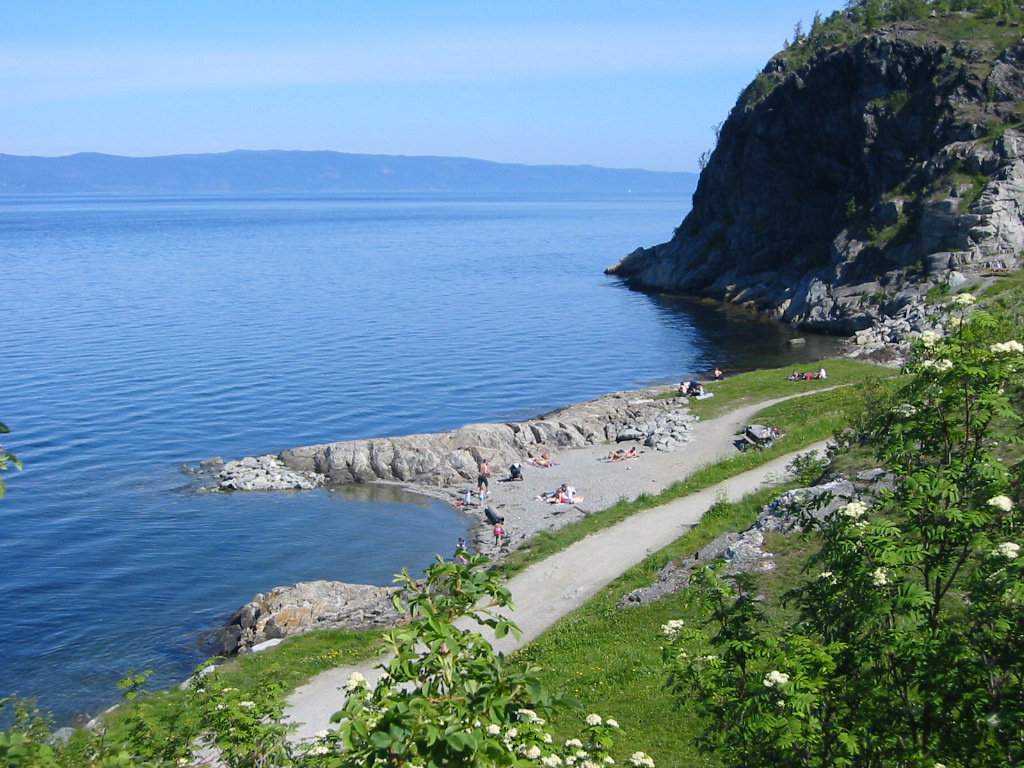
Pohled na fjord

Trondheimsfjord či Trondheimsfjorden [ˈtrɔnhæjmsfjuːrən]IPA je fjord, který se nachází na středozápadě Norska v Norském moři. Díky své délce 130 kilometrů je třetím nejdelším v Norsku. Jeho největší ostrovy jsou Ytterøy a Tautra a vlévají se do něj řeky Gaula, Orkla, Stjørdalselva a Verdalselva. Na jeho březích se rozkládají města Trondheim, Stjørdal, Levanger, Verdal a Steinkjer. Dosahuje maximální hloubky 617 m.